# 真性特異点

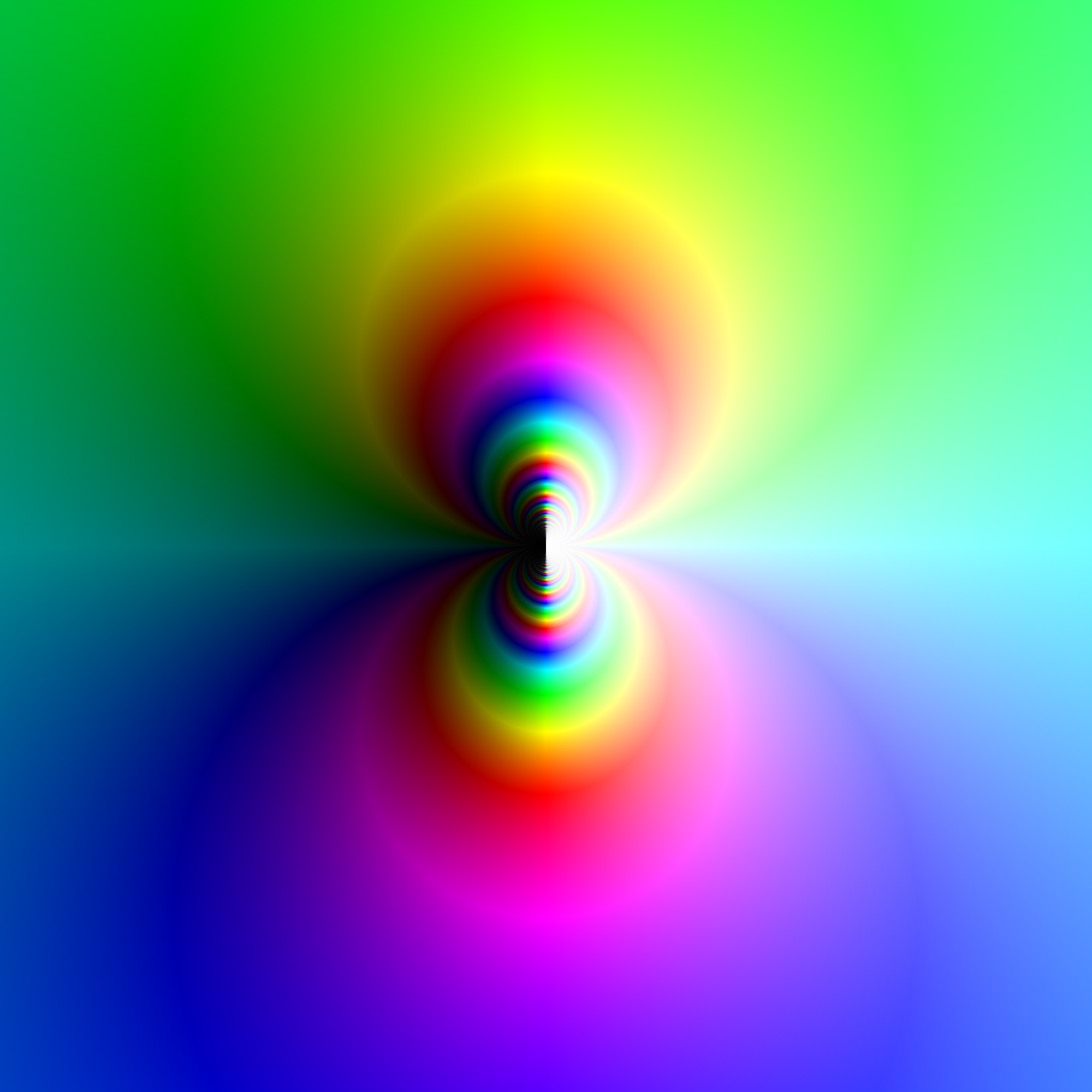
真性特異点 z=0 を中心とした関数 exp(1/z) の図。色調は偏角を表し、輝度は絶対値を表す。この図から、異なる方向から真性特異点に近付くと異なる挙動をすることが分かる（一方極の場合は、どの方向から近付いても一様に白である）。

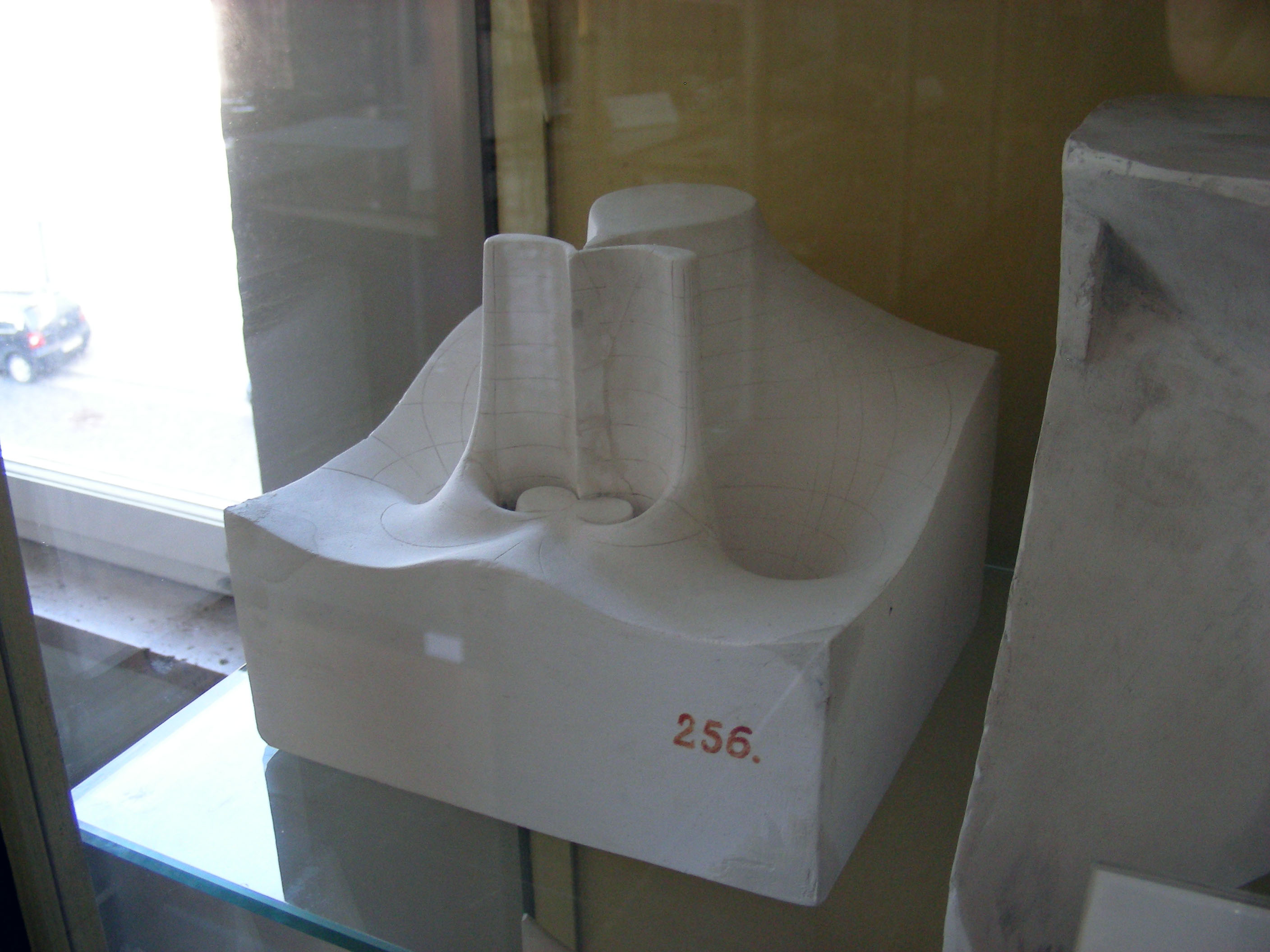

数学の複素解析の分野において、ある関数の真性特異点（しんせいとくいてん、英: essential singularity）とは、その近くで関数が極端な挙動を取るような「悪い」特異点のことを言う。
真性特異点が分類されるカテゴリーは、「残り物」あるいは「特に取り扱いづらい」特異点の集団である。すなわち定義によると、ある方法で取り扱うことの出来る二つの特異点のカテゴリーである可除特異点と極に分類されないものが、真性特異点である。

## 定義
複素平面 C のある開部分集合 U を考える。a を U の元とし、{\displaystyle f\colon U\setminus \{a\}\to \mathbb {C} } を正則関数とする。点 a がその関数 f の真性特異点であるとは、可除特異点および極のいずれでもないことを言う。
例えば、関数 f(z) = e1/z に対して z = 0 は真性特異点である。

## 性質と特徴づけ
a を複素数とし、f(z) は a で定義されないが複素平面内のある領域 U において解析的であるとする。また、a のすべての開近傍と U の交わりは空でないとする。
{\displaystyle \lim _{z\to a}f(z)}   および   {\displaystyle \lim _{z\to a}{\frac {1}{f(z)}}}   のいずれも存在するなら、a は f および 1/f の可除特異点である。
{\displaystyle \lim _{z\to a}f(z)}   は存在するが   {\displaystyle \lim _{z\to a}{\frac {1}{f(z)}}}   が存在しないなら、a は f の零点であり、1/f の極である。
{\displaystyle \lim _{z\to a}f(z)}   は存在しないが   {\displaystyle \lim _{z\to a}{\frac {1}{f(z)}}}   は存在するなら、a は f の極であり、1/f の零点である。
{\displaystyle \lim _{z\to a}f(z)}    および   {\displaystyle \lim _{z\to a}{\frac {1}{f(z)}}}   のいずれも存在しないなら、a は f および 1/f の真性特異点である。
その他の真性特異点の特徴として、その点における f のローラン級数の負の次数の項が無限個存在する（すなわち、そのローラン級数の主要部が無限和）というものがある。それに関連する真性特異点の定義として、ある a に対して、{\displaystyle f(z)(z-a)^{n}} がどんな整数 n > 0 に対しても微分可能でないなら、a は f (z) の真性特異点である、というものがある。
真性特異点の近くでの正則関数の挙動は、カゾラーティ・ワイエルシュトラスの定理とピカールの大定理によって記述される。後者の定理は、a が関数 f の真性特異点 であれば、a のすべての近傍において、関数 f は高々 1 点を除いてすべての複素数値を無限回取る、というものである。